# Leif Edling
Leif Edling (ur. 6 sierpnia 1963) – szwedzki muzyk, znany przede wszystkim jako założyciel, główny kompozytor i basista doom metalowego zespołu Candlemass.
Rozpoczął karierę w 1979 roku jako członek zespołu Trilogy, w którym występował pod pseudonimem Toxic. Współtworzył zespół z Ianem Hauglandem, późniejszym perkusistą zespołu Europe. W 1982 roku stworzył zespół Nemesis, protoplastę Candlemass. Początkowo pełnił w zespole również funkcję wokalisty. Po rozpadzie Candlemass w 1993 roku, stworzył projekt o nazwie Abstrakt Algebra, który nie odniósł jednak większego sukcesu komercyjnego. W związku z kolejnym rozpadem Candlemass w 2002 roku, stworzył kolejny zespół, Krux, w składzie którego znaleźli się m.in. muzycy Entombed i Arch Enemy. W 2008 roku wydał debiutancki solowy album, zatytułowany Songs of Torment, Songs of Joy.

## Dyskografia
- Nemesis - Day of Retribution (1984)
- Abstrakt Algebra - Abstrakt Algebra (1994)
- Krux - Krux (2003)
- Krux - II (2006)
- Abstrakt Algebra - Abstrakt Algebra II (2008)
- Leif Edling - Songs of Torment, Songs of Joy (2008)
- Krux - III - He Who Sleeps Among The Stars (2011)

## Filmografia
- Så jävla metal (2011, film dokumentalny, reżyseria: Yasin Hillborg)[8]